# Billy Celeski
Billy Celeski (født 14. juli 1985) er en australsk fodboldspiller.

## Australiens fodboldlandshold
| Australiens landshold | Australiens landshold | Australiens landshold |
| År                    | Kmp                   | Mål                   |
| --------------------- | --------------------- | --------------------- |
| 2009                  | 1                     | 0                     |
| Total                 | 1                     | 0                     |